# Polizeiruf 110: Alptraum
Alptraum ist ein deutscher Kriminalfilm von Peter Vogel aus dem Jahr 1981. Der Fernsehfilm erschien als 71. Folge der Filmreihe Polizeiruf 110.

## Handlung
Bernd Broske wollte seiner Ehefrau Angela ein Leben in Luxus verschaffen. Dafür beging er Diebstähle und wurde schließlich für mehrere Jahre inhaftiert. Nun kommt er nach drei Jahren vorzeitig aus der Haft frei. Vor dem Gefängnis wartet sein Zellennachbar Wilhelm Gurak auf ihn und schließt sich ihm an. Gemeinsam fahren sie zu Broskes Haus im Spreewald, doch Angela ist nicht da. Sie hat sich Broskes Rückkehr erst in der folgenden Woche im Kalender notiert. Was Broske nicht weiß, ist, dass Angela ihn verlassen will. Längst hat sie in Schichtingenieur Josef Hansen aus Leipe einen neuen Freund gefunden, den sie heiraten will. Broske wollte sie erst nach seiner Haft davon berichten, um ihm das Leben hinter Gittern nicht noch schwerer zu machen. Broske und Gurak sehen beide jedoch bei einer Tanzveranstaltung in einer Gaststätte, als sie Zigaretten holen wollen. Die Männer erwarten das Paar im Haus der Eheleute und es kommt dort zur Konfrontation der vier. Gurak stößt Hansen gegen das Mobiliar, wo sich dieser verletzt. Auf Broskes Anweisung hin füllt Gurak Hansen mit Hochprozentigem ab, bringt ihn aus dem Raum und lässt ihn betäubt liegen. Broske schlägt Angela nieder und der dazugetretene Gurak meint, sie sei tot, was Broske nicht näher überprüft und glaubt.
Oberleutnant Manfred Bergmann, der Broske verhaftet hatte, hat von seiner Freundin Sandra erfahren, dass dieser wieder auf freiem Fuß ist. Sie hat Broske und seinen Begleiter vor der Gaststätte gesehen, in der Angela und Josef saßen. Manfred Bergmann fährt daher nachts kurz vor Schichtbeginn sicherheitshalber beim Haus der Broskes vorbei. Das Gebäude steht in Flammen. Unter Einsatz seines Lebens rettet er die keine Lebenszeichen zeigende Angela aus den Flammen. Nachdem die Feuerwehr die Flammen gelöscht hat, findet sie in den verkohlten Überresten des Hauses die Leiche von Josef Hansen. Hauptmann Peter Fuchs von der Mordkommission wird hinzugezogen. Die Fahndung nach Broske und Gurak wird eingeleitet.
Das Feuer hatte Gurak aus Versehen mit Broskes Zigarette entzündet, als er ihm diese aus dem Mund riss. Beide Männer flohen, um den Mord an Angela zu vertuschen, die jedoch in Wirklichkeit nur schwer verletzt wurde. Broske und Gurak fliehen nach Dresden, wo Guraks Mutter lebt. Sie verstecken sich in einem Haus einer Schrebergartenanlage. Gurak stiehlt ein Kaninchen und setzt durch, dass Broske etwas isst. Die Ermittler lassen unterdessen die Straßen kontrollieren und ziehen das Ermittlungsnetz enger. Sie warten darauf, dass die Flüchtigen einen Fehler begehen. Tatsächlich begeht Gurak einen Überfall, um an Geld zu kommen. Broske wiederum tritt in Kontakt zu seinem Bruder Ernst, der ihn jedoch abweist. Von ihm erfährt er, dass Angela überlebt hat, und wartet im Park des Krankenhauses, um sie zu sehen. Angela bekommt einen hysterischen Anfall, als sie ihn im Park entdeckt, und Broske flieht. Gurak ist unterdessen zum Bahnhof gegangen und wird auf der Toilette von einem Polizisten erkannt. Nach einem Schusswechsel flieht Gurak zurück zur Gartenlaube, doch Broske ist nicht da. Mit einem gestohlenen Wäschereifahrzeug liefert sich Gurak eine Verfolgungsjagd mit der Polizei und wird schließlich an einer Straßensperre gestellt. Broske jedoch bleibt verschwunden. Oberstleutnant Fischer erklärt Oberleutnant Manfred Bergmann, dass die Erkenntnis, dass Angela überlebt hat, Broske nur zu einem Ort geführt haben kann und tatsächlich findet der Oberleutnant Broske in den Trümmern des verbrannten Hauses sitzend vor. Broskes Mutter läuft hysterisch schreiend auf dem Grundstück umher …
… und Broske erwacht in seiner Zelle. Er wird in Kürze aus dem Gefängnis entlassen werden. Er erzählt seinem Mitgefangenen Gurak, dass er einen Alptraum gehabt habe. Er hat Zweifel, ob er sein Leben in der Freiheit in den Griff kriegen wird. Gurak jedoch macht ihm Mut: „Wir schaffen das. Wir müssen das schaffen.“

## Produktion
Alptraum wurde vom 11. März bis 14. Mai 1980 in Cottbus, Dresden (unter anderem im Dresdner Hauptbahnhof), verschiedenen Orten im Spreewald sowie in Potsdam-Babelsberg gedreht. Der Arbeitstitel des Films lautete Action. Die Kostüme des Films schuf Dorit Gründel, die Filmbauten stammen von Heinz Leuendorf. 
Im Film gibt es keine einheitliche Bezeichnung der Gaststätte. In den Dialogen wird sie Krug bzw. Spreewaldperle genannt, auf dem Schild über der Tür steht Café Venedig. Dieses befindet sich in Lehde.

## Erstausstrahlung
Alptraum erlebte am 10. Mai 1981 im 1. Programm des Fernsehens der DDR seine Premiere. Die Zuschauerbeteiligung lag bei 52,6 Prozent.
Es war die 71. Folge der Filmreihe Polizeiruf 110. Hauptmann Peter Fuchs ermittelte in seinem 45. Fall und Leutnant Manfred Bergmann in seinem 2. Fall.

## Kritik
Die Kritik befand, dass der Film „alle nur möglichen schlimmen Verkettungen aufbietet, wie sie einem Rückkehrer in die Freiheit nur zustoßen können.“ Die Handlung sei „voller Übertreibungen und Unwahrscheinlichkeiten, die die Ernsthaftigkeit des Themas ständig in Frage stellen.“ Ästhetische Konventionen der Filmreihe würden bewusst durchbrochen. „Die Auflösung der Handlung in den ‚Alptraum‘ […] kennzeichnet die Unmöglichkeit, eine solche Geschichte in der ‚real existierenden‘ DDR anzusiedeln. Für solch eine Story war nur die ganz offen ausgestellte Fiktionalität als angemessene Erzählweise möglich.“